# Sainte-Colombe-de-Villeneuve
Sainte-Colombe-de-Villeneuve – miejscowość i gmina we Francji, w regionie Nowa Akwitania, w departamencie Lot i Garonna.
Według danych na rok 1990 gminę zamieszkiwało 330 osób, a gęstość zaludnienia wynosiła 17 osób/km² (wśród 2290 gmin Akwitanii Sainte-Colombe-de-Villeneuve plasuje się na 852. miejscu pod względem liczby ludności, natomiast pod względem powierzchni na miejscu 553.).